# Kwantitatief
Kwantitatief wil zeggen: uitgedrukt in getallen. De exacte wetenschap streeft ernaar de natuur kwantitatief te beschrijven, om een zo groot mogelijke precisie (exactheid) te bereiken in de uitdrukking van wat men bedoelt, en om gebruik te kunnen maken van wiskundige methoden voor het uitwerken en toepassen van theorieën.

## Kwalitatief versus kwantitatief
Een kwalitatieve uitspraak kent een eigenschap toe zonder getallen te gebruiken: De Domtoren is hoog of De Domtoren is hoger dan de Martinitoren. Een kwantitatieve uitspraak zou dit verschil, na meting, in getallen weergeven: De Domtoren is 112 meter hoog, de Martinitoren meet 97 meter; de Domtoren is dus 15 meter hoger dan de Martinitoren.
Kwantitatieve uitspraken gaan over een getalsmatige verhouding: de eerste uitspraak hierboven zegt eigenlijk: De Domtoren is 112 keer zo lang als de meter, ofwel: De verhouding tussen de hoogte van de Domtoren en de meter is 112:1. De grootheden (meetbare eigenschappen) worden dus uitgedrukt in verhouding tot internationaal afgesproken standaard-eenheden, zoals vastgelegd in het Internationale Stelsel van Eenheden. 
In de wiskunde worden ook kwantitatieve uitspraken gedaan over verhoudingen tussen getallen onderling. Zo staat, ongeacht de grootte van een cirkel, de getalsverhouding tussen de lengte van de diameter en de omtrek van een gegeven cirkel vast. Deze vaste getalsverhouding is het beroemde getal π (pi), genoemd naar de Griekse letter p. Een cirkel met diameter 1 (cm, dm, m) heeft een omtrek van 3,14159... (cm, dm, m).  

## Gebruik van wiskundige methoden
Door zaken kwantitatief uit te drukken (te kwantificeren), kan het verband ertussen op wiskundige wijze weergegeven worden. Kwalitatief gesproken is er een verband tussen  temperatuur en druk van een gegeven  hoeveelheid gas: Hoe warmer het gas, hoe hoger de gasdruk. Als we de grootheden kwantitatief uitdrukken – bijvoorbeeld de temperatuur als een aantal kelvin en de druk als een aantal pascal – kan het verband veel preciezer weergegeven worden in de kwantitatieve uitspraak 'De druk van het gas is recht evenredig met de absolute temperatuur'. Deze wet van Gay-Lussac kent de volgende wiskundige vorm of formule:
{\displaystyle P=C\cdot T}
waarin P (van het Engelse pressure) staat voor de grootheid druk, die wordt gekwantificeerd/getalsmatig bepaald door de drukconstante C en de (variabele) gegeven absolute temperatuur T van een gegeven gasvolume met elkaar te vermenigvuldigen. Het ontstane product wordt uitgedrukt in de internationaal afgesproken standaardeenheid, de pascal.
Het gebruik van wiskunde in de wetenschap is in de zeventiende eeuw mogelijk geworden, doordat grootheden (fysische eigenschappen) kwantitatief werden uitgedrukt. Zo kon Christiaan Huygens in 1651 de eerste natuurkundige formules opschrijven voor de beweging van twee botsende lichamen. De introductie van de wiskunde in de natuurwetenschappen heeft hun ontwikkeling enorm versneld, dankzij een veel preciezere (exacte) wiskundige formulering van de wetenschappelijke hypothesen, en een grotere diepgang van redenering die met deze formulering gepaard ging.